# レンチニー・チョイノム
レンチニー・チョイノム（モンゴル語: Ренчиний Чойном、1936年2月10日 - 1978年4月24日）は、モンゴルの詩人。反逆の詩人とも呼ばれ、モンゴル人民共和国時代に指導者や政府を誹謗中傷したとして逮捕され、民主化以降に再評価された。

## 生涯

### 子供時代
ヘンティー県のダルハン・ソムにあるボル・オハー（褐色の小丘）に生まれ、誕生当時に父のレンチンは31歳、母のレグゼンは26歳であり、父はレンチニーが7歳の時に死去した。ヘンティー県の十年制普通中学校に入学後、14歳の時に病気が原因で中途退学をして以来、公的な教育を受けなかった。15歳まではチョイナモ・ソリヤーという名前だったが、チョイノムと略して記すようになった。学校時代の友人は、チョイノムがひょうきんで夢想家肌の性格であり、アレクサンドル・プーシキンの『漁夫と魚の物語』を一度読んだだけで暗記するほど成績が良かったと回想している。

### 作家活動
1953年にヘンティーのモンゴル人民革命党委員会・人民代議員会議執行委員会の機関紙『オラクシャー（前進）』の発行所で筆記係として入社した。1956年にウランバートルに引っ越し、モンゴル芸術家同盟委員会、国立中央博物館、雑誌『科学と生活』出版所などで彫刻家、彫像家、画家をしながら詩作を続けた。1957年にロシア革命40周年を記念する文芸コンクールが開催され、チョイノムの長編詩『海』が第2位となった。
1963年にノルゾディーン・ニーナと出会い、結婚した。1966年には娘ホランが生まれた。1967年に病院の検査で結核と診断され、以後は公的機関で働くことはなかった。ホランの誕生をきっかけに婚姻届を出しに行ったところ、結核病患者との結婚は認められないという理由で届出は却下された。ニーナはチョイノムについて、詩や恋愛、心の自由な状態を求め、2人の外出を好み、読書や創作に熱中していたと回想している。数日間外出する時もあり、ニーナがホランを抱いてチョイノムを捜しに出かける時もあった。ニーナも仕事があるため、ホランの世話は祖母にあたるレグゼンがしていた。口数は少なく、ニーナとの口げんかもなく、
人の噂話を嫌っていたという。

### 逮捕後
1969年、モンゴル人民共和国の社会国家機構を誹謗中傷する詩を書いたという罪状で逮捕された。獄中では、当時4歳のホランにあてた『明日』という詩で未来への希望を書いている。
1973年の釈放後もチョイノムは官憲の監視を受け、周囲の人間にはチョイノムに厳しい視線を送る者もいた。このため、チョイノムは妻子に危害が及ばないように友人宅で暮らし、ニーナとは文通で連絡を取った。死去する直前の1979年には、遺書と呼べるような手紙をニーナに送っている。そのままヘンティーやウランバートルで暮らしたのち、結核で1979年に病死した。チョイノムの臨終に立ち会ったのは妻子ではなく、画家のY・ウルジネー、画家のL・デムベレルとC・ソガルマー夫妻をはじめとする友人たちだった。

## 作品
チョイノムはモンゴルの政権や社会の矛盾を描き、反逆の詩人とも呼ばれた。『ぼくは腹が立って仕方がない』という詩では、「国の愚かさを見れば見るほど／ぼくの怒りはますます燃え上がる」と書いている。題名が不明な詩では、「反逆者といって　三十年代に／学者たちを皆殺しにしてしまった後／家畜の数は飛躍的に増加した／わが政府も賢明なものだ」と書いており、ここでの家畜とは、体制順応的な愚かな知識人を指している。1930年代以降の政治や民衆については「強者の前では頭を垂れ／弱者の前では肩を怒らせ／カメレオンのように生きてきた」と表現した。
刊行された作品は少なく、長編詩の『青春』や『人間』がある。チョイノムの詩で最も有名な作品は、チンギス・ハーンを称えた『アジアのモンゴル』という詩である。民族主義的な内容だったため、チョイノムが民族主義者やショーヴィニストと批判される理由にもなっている。
生前に発表されなかったチョイノムの作品は多い。長編詩『ダランジャルガラン』 、チンギス・ハーンを題材とした長編詩『来世』 などがある。散文作品には、ユーモア小説『ぼくたちの場所』、動物小説『子犬』などが知られているが、完全な原稿は見つかっていない。

## 評価、影響
チョイノムが生きていた当時のモンゴルは社会主義政権の国家で、ソビエト連邦（ソ連）から衛星国としての扱いを受けていた。社会主義体制下でチョイノムの作品は評価されず、1970年2月20日の起訴状には「モンゴルとソビエトの友好関係、国家の指導者、党・政府の行なっている方策をさまざまに攻撃し誹謗中傷した」と書かれた。1970年代や1980年代にかけては、当局によって禁じられた作家という扱いを受けていた。『モンゴル韻文選集』（1981年）や、『モンゴル現代文学史・第2巻（1941-1960）』（1988年）には、1957年のコンクールで2位となったチョイノムの名や、作品『海』は掲載されていない。
ソ連で政治改革のペレストロイカが進むにつれて、モンゴルも状況が変化した。1988年の『文芸芸術』紙で、詩人のシャラビーン・スレンジャブがチョイノムの回想記事を発表し、再評価のきっかけとなった。1989年にはモンゴル作家同盟が「詩人R・チョイノムの作品調査と出版準備のための委員会」を設立し、1990年には詩集が出版された。これはモンゴルの出版事情としては異例の早さだった。1991年のソ連崩壊によってモンゴルは民主化運動が進み、モンゴル国に改称した。モンゴル文字の復活、チベット仏教の復活、民族文化の復権などが行われ、チョイノムも復権した。しかし、かつてチョイノムを抑圧していた時代の人間が、安易に過去を忘れてチョイノムを礼賛する風潮は批判もされている。
1990年代以降、チョイノムの詩はモンゴルのヒップホップでも評価され、ルーツとして敬意を払うラッパーもいる。モンゴルで最初期のヒップホップ・グループの1つであるダイン・バ・エンヘは、チョイノムの『分をわきまえろ』という作品をラップにした。